# Opera dei Congressi
L'Opera dei congressi e dei comitati cattolici (en français: Travaux des congrès et comités catholiques), souvent abrégé en Opera dei congressi, était une organisation catholique italienne. Elle a été fondée en 1874 et dissoute en 1904.

## Histoire
"L'Opera dei Congressi e dei Comitati Cattolici est constituée dans le but de réunir les catholiques et les associations catholiques d'Italie, dans une action commune et concordante, pour la défense des droits du Saint-Siège, et des intérêts religieux et sociaux des Italiens, conformément aux souhaits et aux excitations du Souverain Pontife, et sous l'escorte de l'épiscopat et du clergé".
Le 2 octobre 1871, lors d'une réunion des dirigeants catholiques à Venise à l'occasion du 300e anniversaire de la bataille de Lépante (7 octobre 1571), la formation d'un comité pour promouvoir le premier congrès catholique italien a été annoncée. C'est Carlo Cazzani, au nom du Conseil supérieur de la Société de la jeunesse catholique, qui a proposé le congrès. Le congrès se tient du 12 au 16 juin 1874, toujours à Venise. L'année suivante, au IIe Congrès (Florence, 1875), la constitution de l'"Opera dei Congressi Cattolici in Italia" (dénomination provisoire qui sera remplacée en 1881) est officiellement annoncée. Le Bolognais Giovanni Acquaderni (it), président de la Société de la jeunesse catholique, fut également le premier président de l'Opéra. Le pape Pie IX a envoyé un bref d'approbation à l'association nouvellement fondée le 25 septembre 1876.
L'objectif fondamental de l'Opera dei Congressi était de protéger les droits de l'Église, qui avaient été réduits au minimum après l'unification italienne, et de promouvoir les œuvres de charité chrétiennes (après leur dissolution imposée par la législation anti-ecclésiastique) en coordonnant les activités des associations laïques catholiques. Au niveau national, l'organisation se conforme à l'interdiction papale contenue dans le non expedit (les directives papales sont claires : pas de parti catholique en Italie pour le moment, mais seulement de l'action catholique). En revanche, dans les sphères provinciales et municipales, elle s'efforce d'organiser les catholiques et de les faire élire dans les conseils locaux. Dans les premières années, l'Opera a organisé l'action des adultes, tandis que la Société de la jeunesse catholique a continué à se consacrer aux jeunes. En tant que force motrice du catholicisme national, la Société encourage la coordination entre les associations catholiques existantes ; elle n'agit pas sur une base légitimante, mais s'efforce de la dépasser. Les comités régionaux devaient étendre leur action jusqu'à dépasser les frontières des États préunitaires. La Société publie son propre bulletin officiel, l'hebdomadaire Il Movimento Cattolico, dont le premier numéro sort le 1er janvier 1880.
L'Opera dei Congressi était organisée de manière hiérarchique et centralisée, avec son siège à Venise et une structure périphérique articulée en comités régionaux, diocésains et paroissiaux ; elle convoquait périodiquement ses propres congrès nationaux, au cours desquels étaient discutées les questions les plus importantes pour le mouvement catholique. En 1881, lors du congrès de Bologne, l'Œuvre prend son nom définitif. Elle connaît ensuite un développement rapide, s'enracinant surtout en Lombardie et en Vénétie, favorisant une vaste activité économique et sociale avec la fondation de banques rurales, de sociétés de secours mutuel et de coopératives.

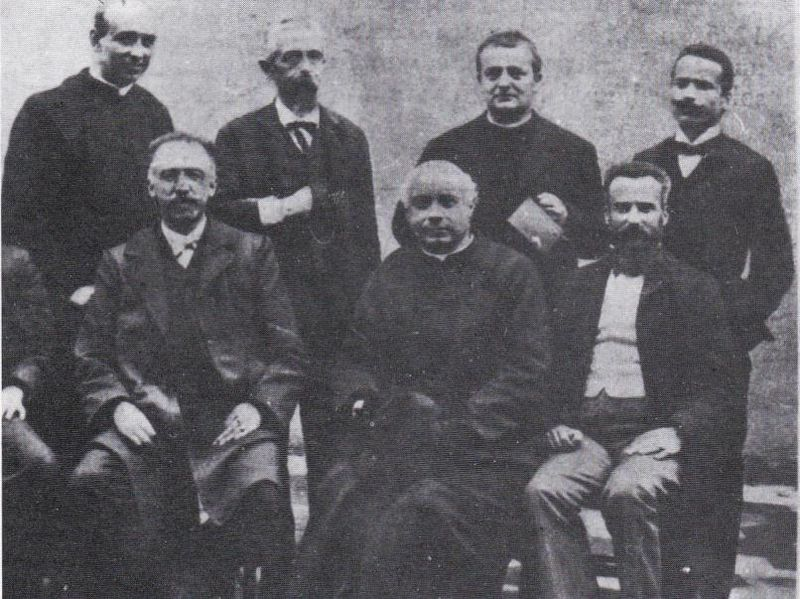
La présidence du 2ème groupe général de l'Opera dei Congressi. Assis à partir de la gauche : Stanislao Medolago Albani, Giorgio Gusmini, Giovanni Grosoli. Debout : G. Daelli, Giuseppe Toniolo, G. Faraoni et Archimede Pasquinelli.

Le groupe dirigeant est réuni dans le Comité général permanent, dont l'activité est organisée en 1887 (congrès de Lucques) en cinq sections : 
- I) Organisation, dirigée par Giovanni Battista Paganuzzi (1841-1923)[9] ;
- II) Économie sociale (dirigée par Stanislao Medolago Albani) ;
- III) Éducation (dirigée par Giacomo Radini Tedeschi) ;
- IV) Presse (dirigée par Francesco Magoni) ;
- V) Art (dirigée par Maurizio Dufour)[10]

D'autres personnalités connues figurent au sommet de l'Opéra : le journaliste Giuseppe Sacchetti (1845-1906), le comte avocat Alberto de Mojana (1835-1909), les prêtres et frères Scotton, Jacopo (1834-1910), Andrea (1838-1915) et Gottardo (1845-1916),. En cette même année 1887, qui marque le 25e anniversaire de la nomination du pape Léon XIII comme évêque, l'association promeut une pétition au Parlement pour la conciliation et l'indépendance du pontife. Plus d'un demi-million de signatures ont été recueillies.
Au fil des ans, l'action de propagande menée par les associations catholiques adhérant à l'Opera a donné des résultats significatifs. Lors du XVe Congrès (Milan, 30 août - 3 septembre 1897), les données suivantes sont publiées : 1 830 nouveaux comités paroissiaux ; 310 nouvelles sections de jeunes ; 160 nouvelles banques rurales ; 223 nouvelles sociétés ouvrières ; 33 périodiques et 16 cercles universitaires. Le Congrès de 1897 fut le premier à obtenir une certaine résonance même dans la presse non catholique : la presse libérale publia de nombreux reportages, relatant les débats et les décisions. Sur la vague du succès de ces rencontres, deux nouvelles revues catholiques virent le jour : en octobre, Giovanni Battista Valente fonda à Gênes "Il Popolo Italiano" et en janvier 1898, "Cultura sociale" de Romolo Murri fut publiée à Rome. Il y avait deux tendances au sein de l'Opera dei Congressi : il y avait ceux qui la considéraient uniquement comme une association pour l'éducation chrétienne (les membres plus adultes) ; d'autres voulaient au contraire en faire un parti (les jeunes).
1898 est une année cruciale pour l'ensemble du mouvement catholique italien. Les émeutes de Milan provoquent une grande impression parmi les classes populaires ; la répression qui s'ensuit touche aussi bien les socialistes que les catholiques : ces derniers sont en effet accusés de préparer un complot insurrectionnel contre l'État. Les mesures répressives du gouvernement s'abattent sur les associations de l'Opéra : 4 comités régionaux, 70 comités diocésains, 2 600 comités paroissiaux, 600 sections de jeunes et 5 clubs universitaires sont supprimés. De nombreux journaux sont fermés. A Milan, tous les comités catholiques sont dissous (circulaire du 26 mai 1898).
Lors du congrès de Rome en 1900, les deux courants (adultes et jeunes) s'affrontent pour la première fois. La nouveauté est que le nouveau président, Giovanni Battista Paganuzzi, s'est prononcé en faveur de l'action politique. L'année suivante, le pape Léon XIII a publié les Graves de communi re. L'encyclique était adressée à toutes les associations catholiques. Le Saint-Siège a clairement indiqué que les laïcs devaient s'engager dans l'apostolat et non dans la politique. En 1902, Giovanni Battista Paganuzzi démissionne. Les temps changent rapidement et l'émergence de mouvements chrétiens-démocrates, favorables à l'assouplissement, voire à la suspension, du non-expédition, déclenche une crise interne. Au congrès de Bologne (1903), les jeunes menés par le père Romolo Murri l'emportent pour la première fois : le mouvement se divise en deux parties. Lorsque le conflit entre les deux âmes de l'Opera semble irrésolu, le pape Pie X décide de dissoudre l'organisation elle-même (28 juillet 1904) , à l'exception de la deuxième section permanente (économie sociale).
La suppression du travail des congrès a créé un vide qu'il fallait combler. En juin 1905, le Pontife promulgue l'encyclique Il Fermo Proposito, dans laquelle il dicte de nouvelles normes d'action et d'organisation.
À la place de l'Opera, trois organisations distinctes et indépendantes sont nées :
- l'Unione Popolare fra i Cattolici d'Italia (Union populaire des catholiques d'Italie)
- l'Unione Economica Sociale dei Cattolici Italiani (Union économique et sociale des catholiques italiens - dérivée directement de la IIe Section permanente, qui a conservé Stanislao Medolago Albani comme directeur) ;
- l'Unione Elettorale Cattolica Italiana (Union électorale catholique italienne).

Présidents des trois organisations laïques catholiques
| Unione Popolare (1906-1922) | Unione Economico-Sociale (1906-1919)                             | Unione Elettorale Cattolica Italiana (1906-1919)                                                                |
| Giuseppe Toniolo (1907-1908) Antonio Boggiano Pico (ad interm 1909) Ludovico Necchi (1910-1912) Giuseppe Dalla Torre (1912-1920) Bartolomeo Pietromarchi (1920-1922) | Stanislao Medolago Albani (1906-1915) Carlo Zucchini (1915-1919) | Filippo Tolli (1906-1910) Ottorino Gentiloni (1910-1916) Carlo Santucci (1915-1918) Giorgio Montini (1918-1919) |

Le besoin fondamental des catholiques reste le travail de formation spirituelle. Les trois Unions nouvellement créées lui étaient subordonnées et soumises à l'autorité des évêques.

Lorsque Benoît XV devient pape, le Conseil permanent d'action catholique est créé (25 février 1915, président Giuseppe Dalla Torre, secrétaire Luigi Sturzo).

L'Union économique et sociale et l'Union électorale catholique ont cessé d'exister après la fondation, respectivement, de la Confédération italienne des travailleurs (1918) et du Parti populaire italien. En 1922, le pape Pie XI dissout l'Unione Popolare en créant l'"Unione nazionale uomini cattolici" ("Union nationale des hommes catholiques").

## Liste des présidents
- (1874-1878) Giovanni Acquaderni (it)
- (1878-1884) Scipione Salviati
- (1884-1889) Marcello Venturoli

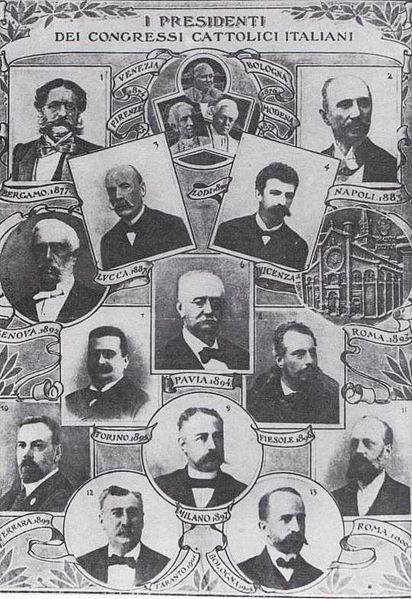
Les présidents des congrès catholiques italiens.

- (1889-1902) Giovanni Battista Paganuzzi
- (1902-1904) Giovanni Grosoli (it)

## Chronologie des congrès
Les congrès organisés par l'Opéra étaient les suivants :
- I : Venise, 12-16 juin 1874
- II : Florence, 22-26 septembre 1875
- III : Bologne, 9 octobre 1876 (suspendu par l'autorité publique après le premier jour)
- IV : Bergame, 10-14 octobre 1877
- V : Modène, 21-24 octobre 1879
- VI : Naples, 10-14 octobre 1883
- VII : Lucca, 19-23 avril 1887
- VIII : Lodi, 21-23 octobre 1890
- IX : Vicence, 14-17 septembre 1891
- X : Gênes, 4-8 octobre 1892
- XI : Rome, 15-17 février 1894
- XII : Pavie, 9-13 septembre 1894
- XIII : Turin, 9-13 septembre 1895
- XIV : Fiesole, 1-4 septembre 1896
- XV : Milan, 30 août-3 septembre 1897
- XVI : Ferrara, 18-21 avril 1899
- XVII : Rome, 1-5 septembre 1900
- XVIII : Tarente, 2-6 septembre 1901
- XIX : Bologne, 10-13 novembre 1903
- XX : Modène, 9-13 novembre 1910

## Note
1. ↑  Ernesto Preziosi, Il tempo ritrovato. I cattolici in Italia negli ultimi cent’anni (Le temps redécouvert. Les catholiques en Italie au cours des cent dernières années), Edizioni Dehoniane Bologne, 1987, page 42.
2. 1 2  Fausto Fonzi: I cattolici e la società italiana dopo l'Unità, 1953 aux éditions Studium, Rome
3. 1 2 3 4  Pietro Bedeschi, Il Movimento cattolico nella Diocesi d'Imola, Grafiche Galeati, Imola 1973.
4. ↑  « Opera dei congressi e comitati cattolici », sur Dizionario di storia moderna, Pearson Paravia Bruno Mondadori (consulté le 18 décembre 2009)
5. ↑  Ernesto Preziosi, op. cit., pag. 44.
6. ↑  Ernesto Preziosi, op. cit., pag. 52.
7. ↑  Invernizzi, p. 187, 2002.
8. ↑  Invernizzi, p. 33, 2002.
9. ↑  « Riccardo Pasqualin, Giovanni Battista Paganuzzi tra l’Opera dei Congressi e la difesa dei capitelli veneziani, dans le «Historia Regni», 19 septembre 2020 »
10. ↑  Invernizzi, pp. 52-53, 2002.
11. ↑  Riccardo Pasqualin, « Storia di Roma. Dalle origini all’Unità d’Italia di Gottardo Scotton [Recensione], in Sololibri.net, 15/02/2021 »
12. ↑  Paolo Vian, « SCOTTON, Jacopo, Andrea, Gottardo, in DBI, Vol. 91 (2018) »
13. ↑  M. Invernizzi, I cattolici contro l'unità d'Italia?, Casale Monferrato, 2002, pagg. 74-75.
14. ↑  Fausto Fonzi, op. cit..
15. ↑  Domenico Sgubbi: Cattolici di azione in terra di Romagna (1890-1904), 1973 aux Editions Galeati - Imola
16. ↑  Invernizzi, p. 78, 2002.
17. ↑  Domenico  Sgubbi: Cattolici di azione in terra di Romagna, 1973 aux Editions Galeati - Imola
18. ↑  « L’Unione Elettorale Cattolica Italiana » (consulté le 20 avril 2014)
19. ↑  Ernesto Preziosi, op. cit., page 60.

## Source
- (it) Cet article est partiellement ou en totalité issu de l’article de Wikipédia en italien intitulé « Opera dei congressi e dei comitati cattolici » (voir la liste des auteurs).